# Trojmezná
Trojmezná (1362 m) (německy Bayerischer Plöckenstein), je hora ležící v Jižních Čechách v pohoří Šumava, na hranici s Německem, 2 km západně od Plechého, nejvyššího vrcholu české i rakouské části Šumavy.
Ve vrcholové části je několik žulových skal s výhledem, okolí skal porůstá mimořádně cenná a ojedinělá rozvolněná smrčina s příměsí kleče. Východní sedlo s názvem Trojmezí ve výšce 1324 m n. m. patří k nejznámějším v Česku, prochází jím totiž hranice tří států – Česka, Německa a Rakouska.

## Ochrana přírody
Vrchol Trojmezné se nachází v I. zóně NP Šumava a zároveň na území přírodní památky Trojmezná hora, která vznikla z důvodu ochrany nejvyšších partií české Šumavy (Plechý 1378 m, Nad Rakouskou loukou 1373 m, Trojmezná 1362 m, Vysoký hřeben 1341 m a Třístoličník 1302 m), horské smrčiny, bukových porostů, kamenných moří a ledovcového Plešného jezera.

## Přístup
Trojmezná mezi Třístoličníkem a Plechým je přístupná po červeně značené cestě č. 0148, tzv. Šumavské pěší magistrále. Nejvyšší skála je asi 700 m před rozcestím Trojmezí.